# Genos (Grèce antique)
Pour les articles homonymes, voir Génos.
 (août 2008).
Si vous disposez d'ouvrages ou d'articles de référence ou si vous connaissez des sites web de qualité traitant du thème abordé ici, merci de compléter l'article en donnant les références utiles à sa vérifiabilité et en les liant à la section « Notes et références ».
Le génos (grec γένος, pluriel γένη, prononcé genê, signifiant « clan ») est un sous-ensemble de la phratrie et regroupe des familles ayant un ancêtre commun. Les membres d’un génos sont unis par le culte qu’ils vouent à leur père fondateur. À l’origine, ils vivent sur les mêmes terres, partagent le même foyer et sont dirigés par un chef de famille, qui est aussi le prêtre du culte familial et le garant de la justice au sein du génos.
Comme dans les taïps, l’esprit de corps y est développé, tous les efforts individuels doivent être orientés dans l’intérêt du groupe et viser à l’agrandissement du génos. Si un de ses membres est offensé ou tué, le génos se doit de demander vengeance, ce qui est à l’origine de haines héréditaires entre genê.
Contrairement à une croyance longtemps établie, les phratries n’étaient pas toutes divisées en 30 et les genê n'étaient pas aussi nombreux que certains historiens le croyaient, sans doute pas plus d'une centaine.[réf. nécessaire]